# Габура
Габура (словац. Habura) — село в Словаччині, Меджилабірському окрузі Пряшівського краю. Розташоване в північно-східній частині Словаччини біля кордону з Польщею.
У кадастрі села до другої світової війни існувало поселення Хвастеїв, але воно зникло. Залишився однойменний топонім на північ від села (500 метрів над рівнем моря) на польовій — туристичній дорозі між півнвчною частиною села та горою Копривничною на кордоні (709 метрів над рівнем моря), приблизно 1,5 кілометра від кордону.

## Назва
Назва села походить від імені засновника села— Габур'яна.

## Географія
Село розташоване в північній частині східної Словаччини біля польського кордону, у північній частині Низьких Бескидів в долині річки Лаборець.
На півночі та північному сході межує з польським кордоном. На півночі відтинок кордону межує з селом Воля Вижня (розташоване 2 км від кордону, 13 осіб), далі з покинутими селами Рудавка Яслиська та Ясель (Яселко). На сході межує з селом Калинів, на сході та півдні з селом Борів, яке становить частину міста Меджилабірці. На заході та півдні з селом Микова, на заході з селом Дрічна, яке становить частину села Владича. На північному заході межує з селом Чертижне.
Через село веде дорога з асфальтовим покриттям, з окружного центру на північний захід у село Чертижне. На північ польова дорога через покинутий присілок Хвастеїв (приблизно 500 метрів над рівнем моря) і далі як лісова дорога через гору Копривничну (709 метрів над рівнем моря) до Волі Вижної. Ця польова дорога між селом та горою Копривничною стрновить водночас туристичну дорогу Но 5796 «Габура - Ясель, PL», відстань 6,3 кілометра. Інша польова дорога на захід становить туристичну дорогу Но 5764 «Синя туристика» до Дрічної, відстань 5,3 кілометра. Туристичні карти підказують, що останню дорогу можна пройти також на гірському велосипеді.

## Історія
Давнє лемківське село. Уперше згадується 1543 року.

## Населення
| Рік:            | 1993 | 2003    | 2013    | 2023    |
| --------------- | ---- | ------- | ------- | ------- |
| Кількість осіб: | 530  | 487     | 502     | 462     |
| Різниця:        |      | -8,11 % | +3,08 % | -7,96 % |

| Рік:            | 2022 | 2023    |
| --------------- | ---- | ------- |
| Кількість осіб: | 468  | 462     |
| Різниця:        |      | -1,28 % |

В селі проживає 476 осіб.
Національний склад населення (за даними останнього перепису населення — 2001 року):
- русини — 61,97 %
- словаки — 27,77 %
- українці — 5,03 %
- чехи — 1,61 %

Склад населення за приналежністю до релігії станом на 2001 рік:
- греко-католики — 79,68 %,
- римо-католики — 4,02 %,
- православні — 3,82 %,
- не вважають себе віруючими або не належать до жодної вищезгаданої церкви — 5,83 %

## Пам'ятки
У селі колись була дерев'яна церква святого Миколая з 1510 року, яку місцева громада у XVIII столітті дарувала вірникам у Малій Поляні а в 1935 році її перевезено у чеське місто Градець-Кралове, зараз її використовує тамтешня православна громада. У західній частині села розташована реконструйована дерев'яна церква святого Миколая Чудотворця з 2011 року, копія первісної церкви.
У селі є мурована церква святого Архангела Михайла, вперше згадується у 1740 році. Разом з дзвіницею становлять національну культурну пам'ятку з 1963 року.
На горі над селом біля реконструйованої дерев'яної церкви є статуя князя Лаборця.
У минулому в одній з хат була пам'ятна кімната на згадку про Чертижнянсько-габурський бунт з 14 березня 1935 року.

## Відомі уродженці
- Турок-Гетеш Василь — театральний режисер, діяч "русинського відродження".

## Місцеве самоврядування
Старостою села був комуніст — Мікулаш Ющик.